# Bicyclus sophrosyne
Bicyclus sophrosyne je leptir iz porodice Nymphalidae. Nalazi se u Nigeriji, Kamerunu, Republici Kongo, Srednjoafričkoj Republici, Demokratskoj Republici Kongo, Ugandi, Keniji, Tanzaniji i Zambiji.

## Opis
Mužjak: krila iznad tamnosmeđa, na distalnom rubu i prije vrha prednjeg krila nešto svjetlija, prednje krilo u sredini s velikom, nepravilnom crnom baršunastom mrljom koja prekriva proksimalni dio stanica 2 i 3, kao i susjedne dijelove stanica 1b i 4; na donjoj površini bazalni dio je jednobojan tamnosmeđ i distalno obrubljen nešto tamnijom središnjom linijom, s ljubičasto-sivim distalnim rubom; središnja linija je gotovo pravilna, na prednjem krilu izrazito zakrivljena, a na stražnjem krilu slabo izbočena između žila 3 i 5; u ljubičasto-sivom, smeđe pjegavom rubnom području nalaze se na prednjem krilu 2-3, a na stražnjem krilu 5-6 očnih pjega; one su crne, s bijelim zjenicama i žutim i tamnosmeđim prstenom; mrlja u stanici 2 je veća od ostalih i iste veličine na oba krila, ona u stanici 3 je odsutna, a ona u stanici 4 stražnjeg krila je mala ili odsutna; Mjera u ćeliji 6 stražnjeg krila je nešto veća od one u ćeliji 5; ali ona u ćeliji 6 prednjeg krila je mnogo manja od one u ćeliji 5. The ? je lakši od usp. — Kamerun i Kongo.

## Biologija
Stanište se sastoji od submontanske šume.

## Podvrste
- Bicyclus sophrosyne sophrosyne (istočna Nigerija, Kamerun, Kongo, Srednjoafrička Republika, sjeverna Demokratska Republika Kongo, Uganda, zapadna Kenija, sjeverozapadna Tanzanija)
- Bicyclus sophrosyne overlaeti Condamin, 1965 (jugoistočna Demokratska Republika Kongo, Zambija)